# Балдін Юрій Іванович
Балдін Юрій Іванович (нар. 1932) — скульптор, члена Національної спілки художників України, лауреата Донецької обласної виставки-конкурсу «Донецьк і донеччани».
Працює у галузі станкової, монументальної, декоративної скульптури, медальєрного мистецтва.
Автор пам'ятного знаку на честь журналістів і письменників, які загинули у роки Великої Вітчизняної війни, пам'ятників В. І. Дегтярьову, жертвам Голокосту, Чорнобильської катастрофи, співавтор монументу «Визволителям Донбасу» та ін.

## Галерея робіт

монумент «Твоїм визволителям, Донбасе»
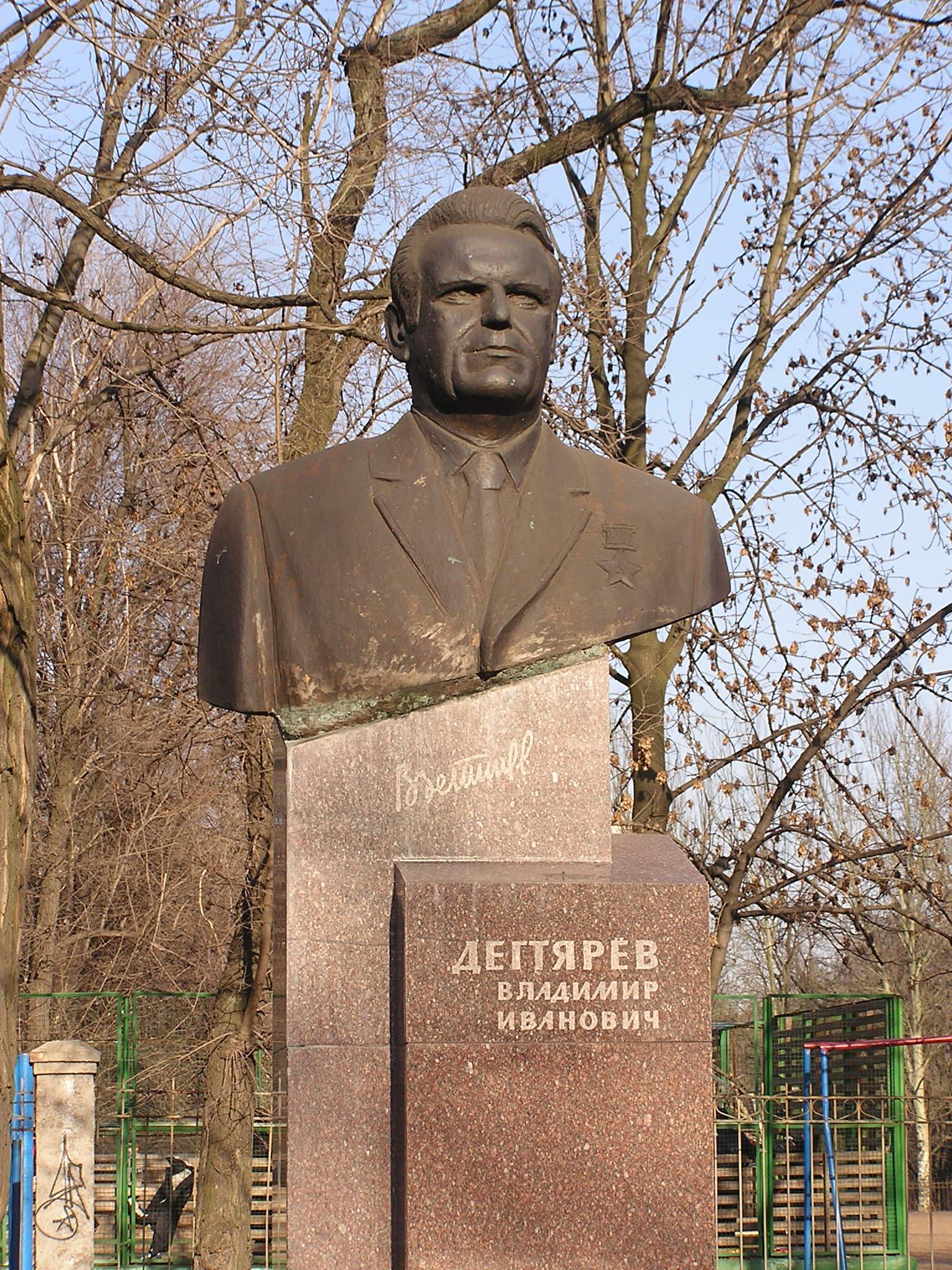
пам'ятник В. І. Дегтярьову
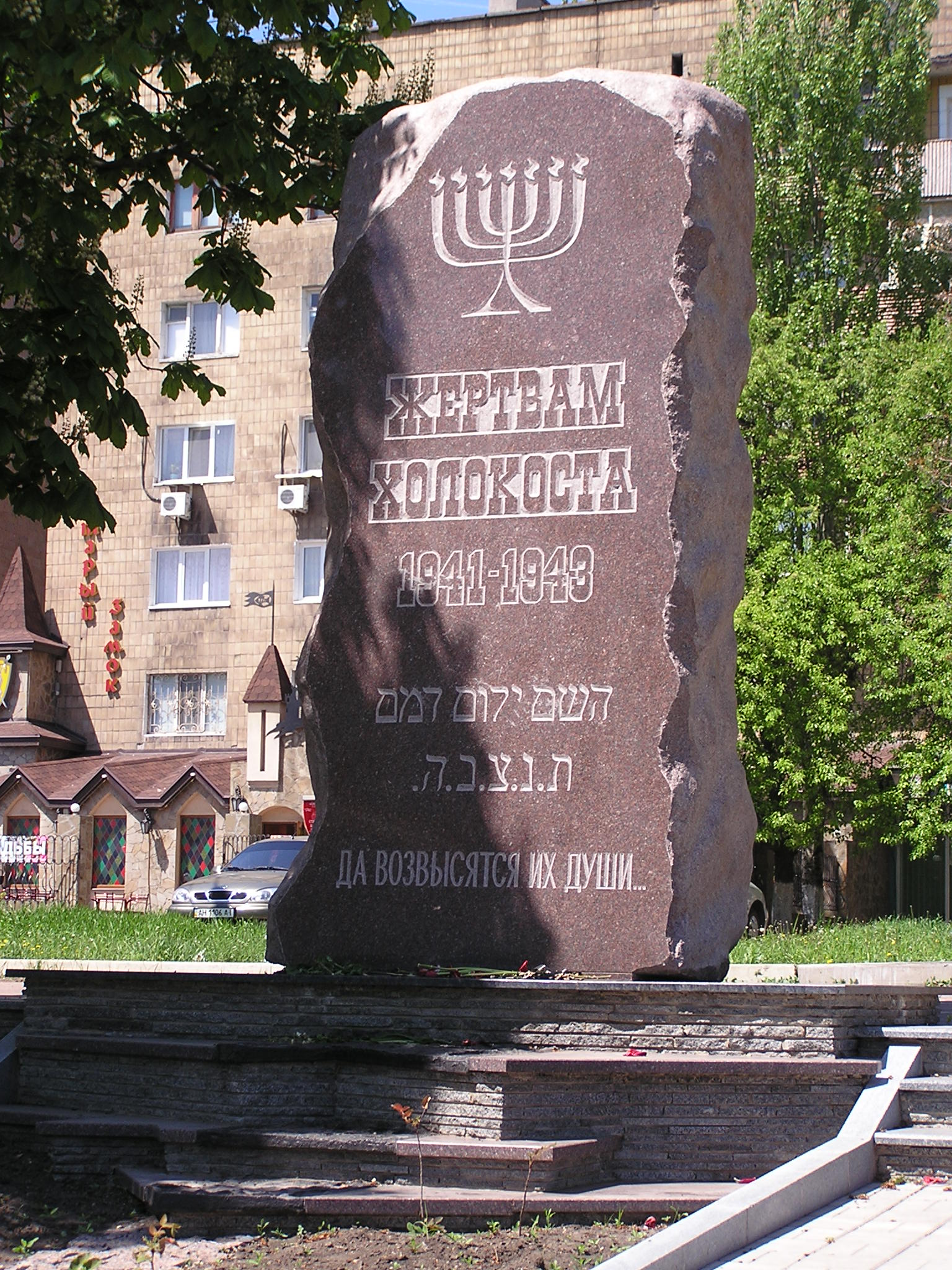
пам'ятник жертвам Голокосту
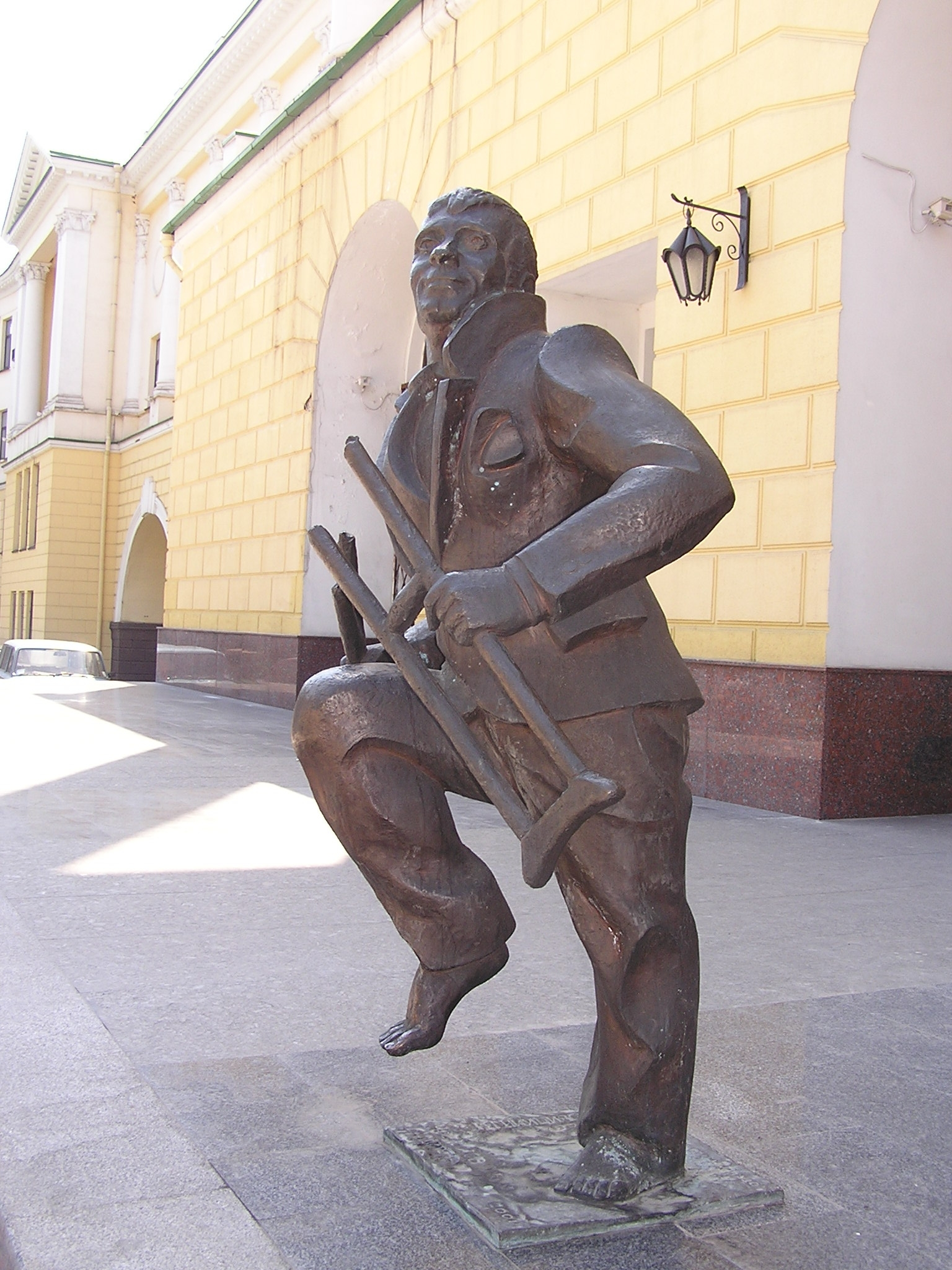
пам'ятник вилікуваному хворому
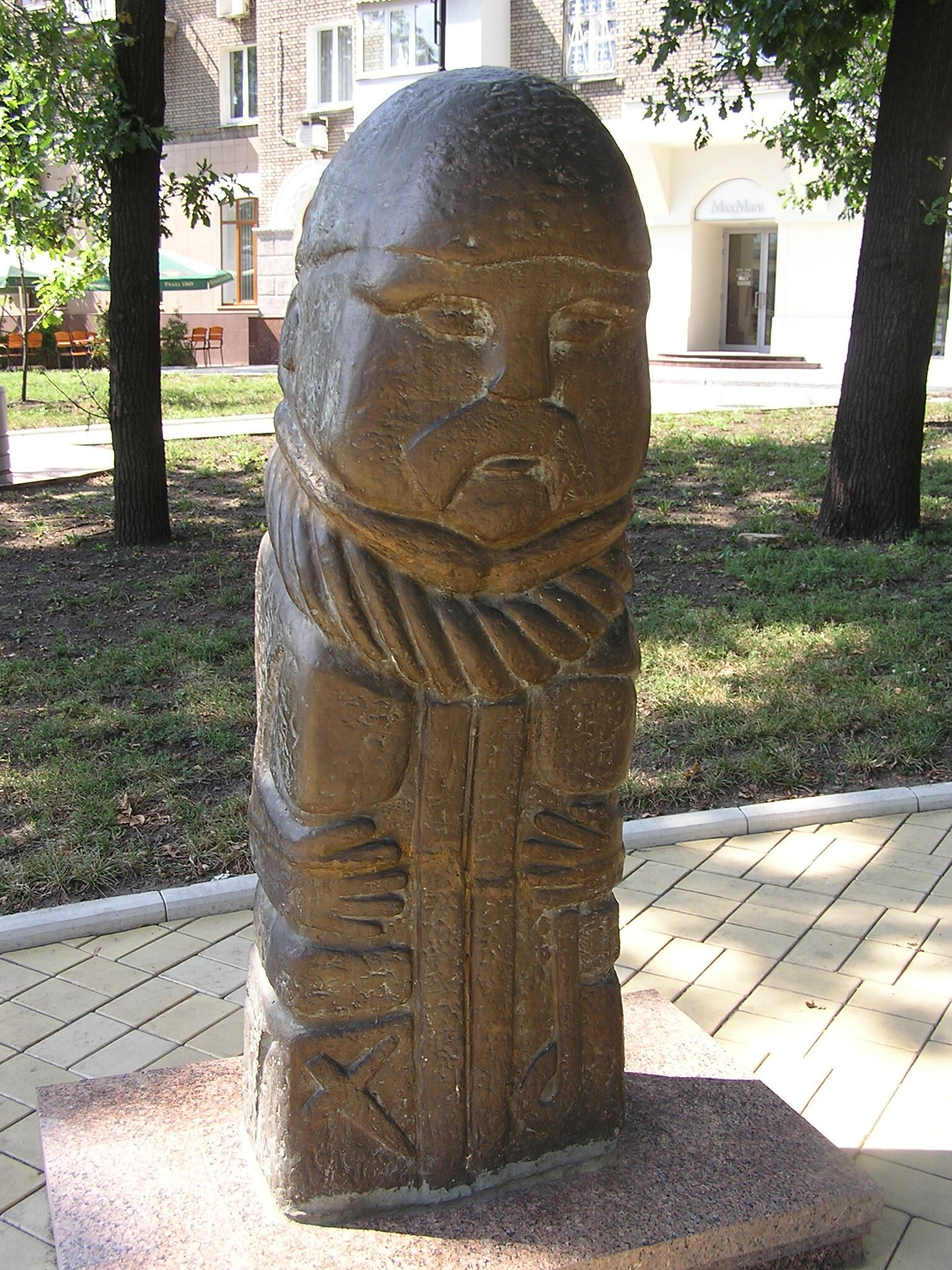
Скіфська композиція
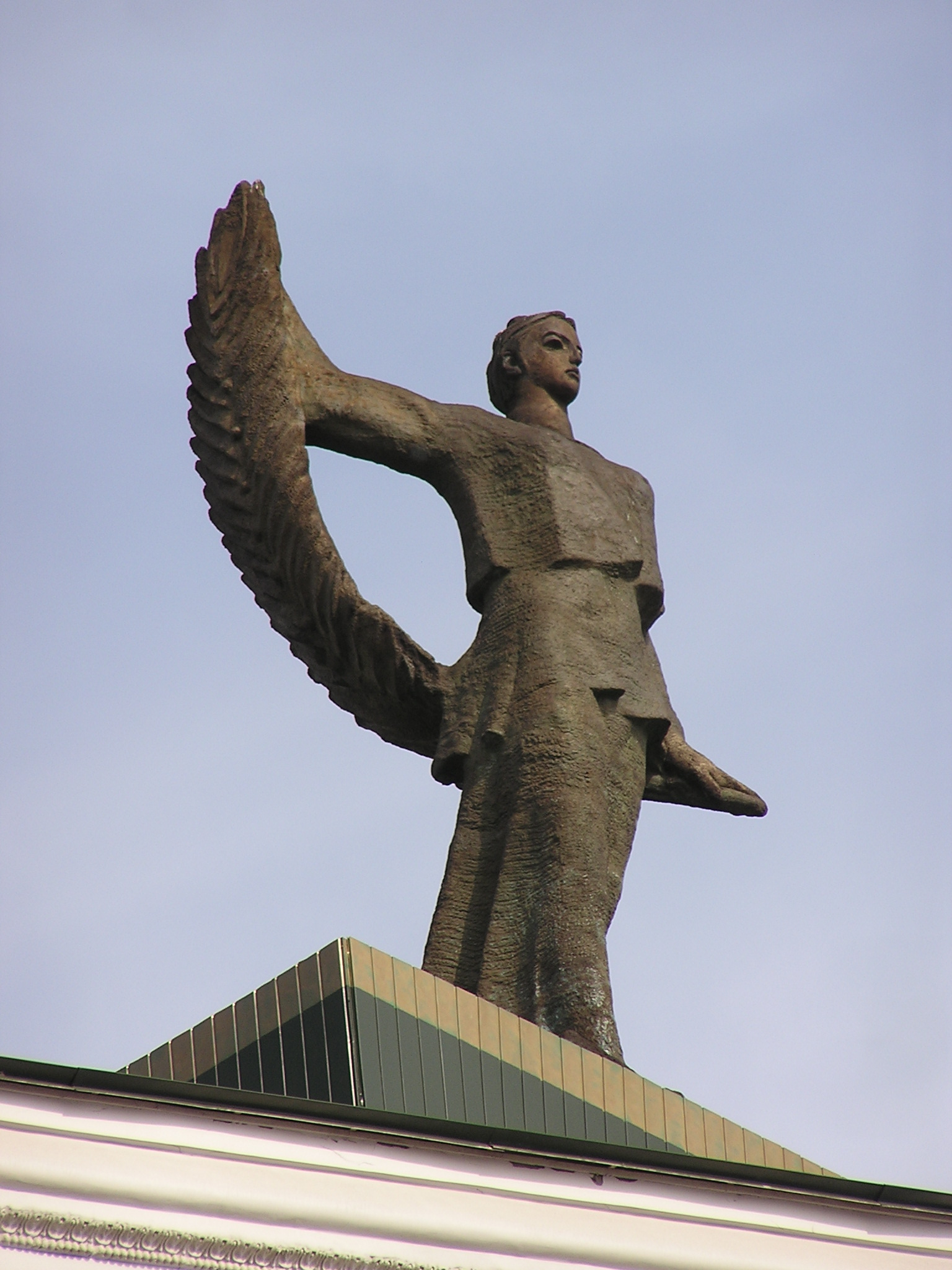
Мельпомена
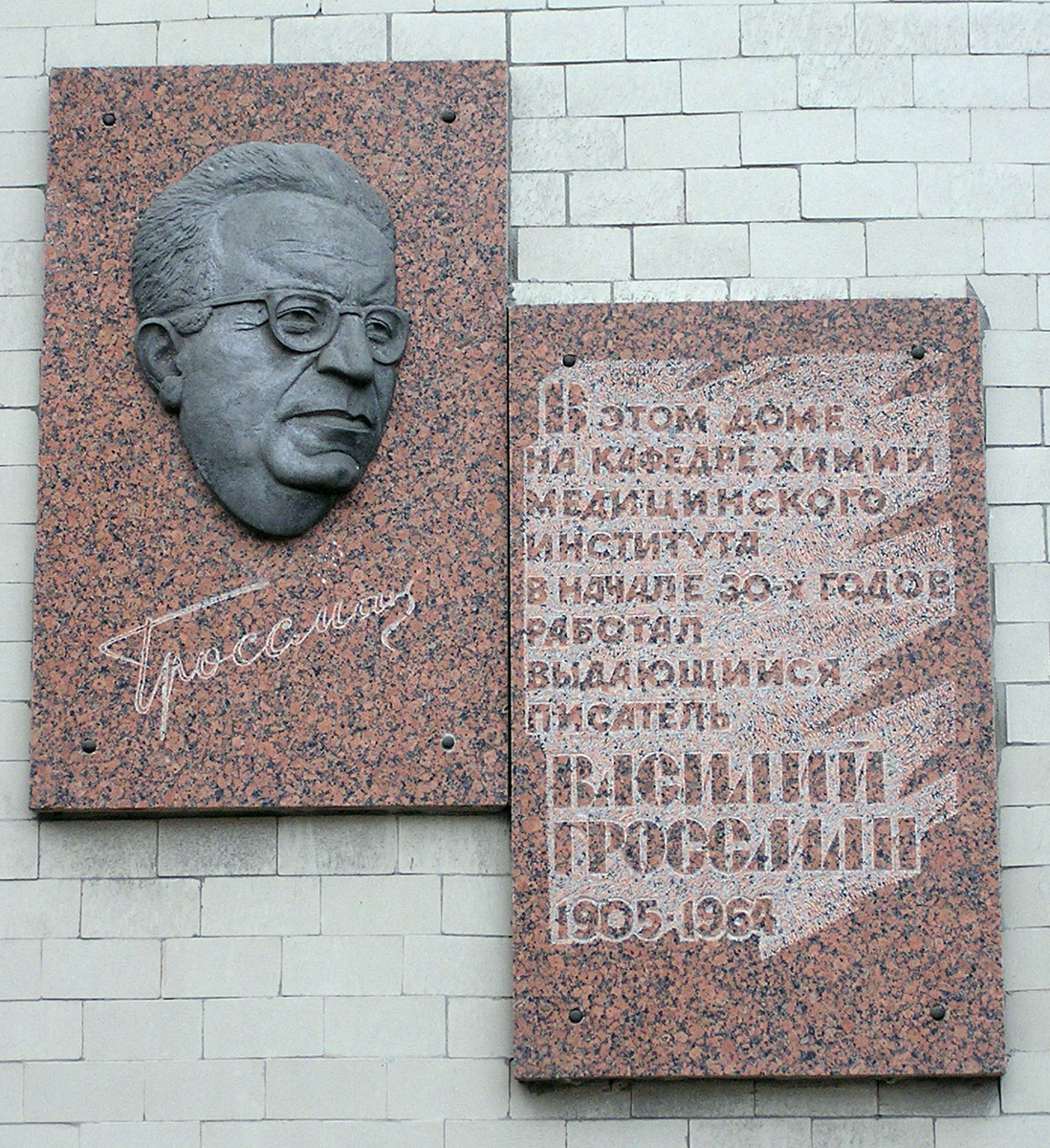
меморіальна дошка Василю Семеновичу Гроссману
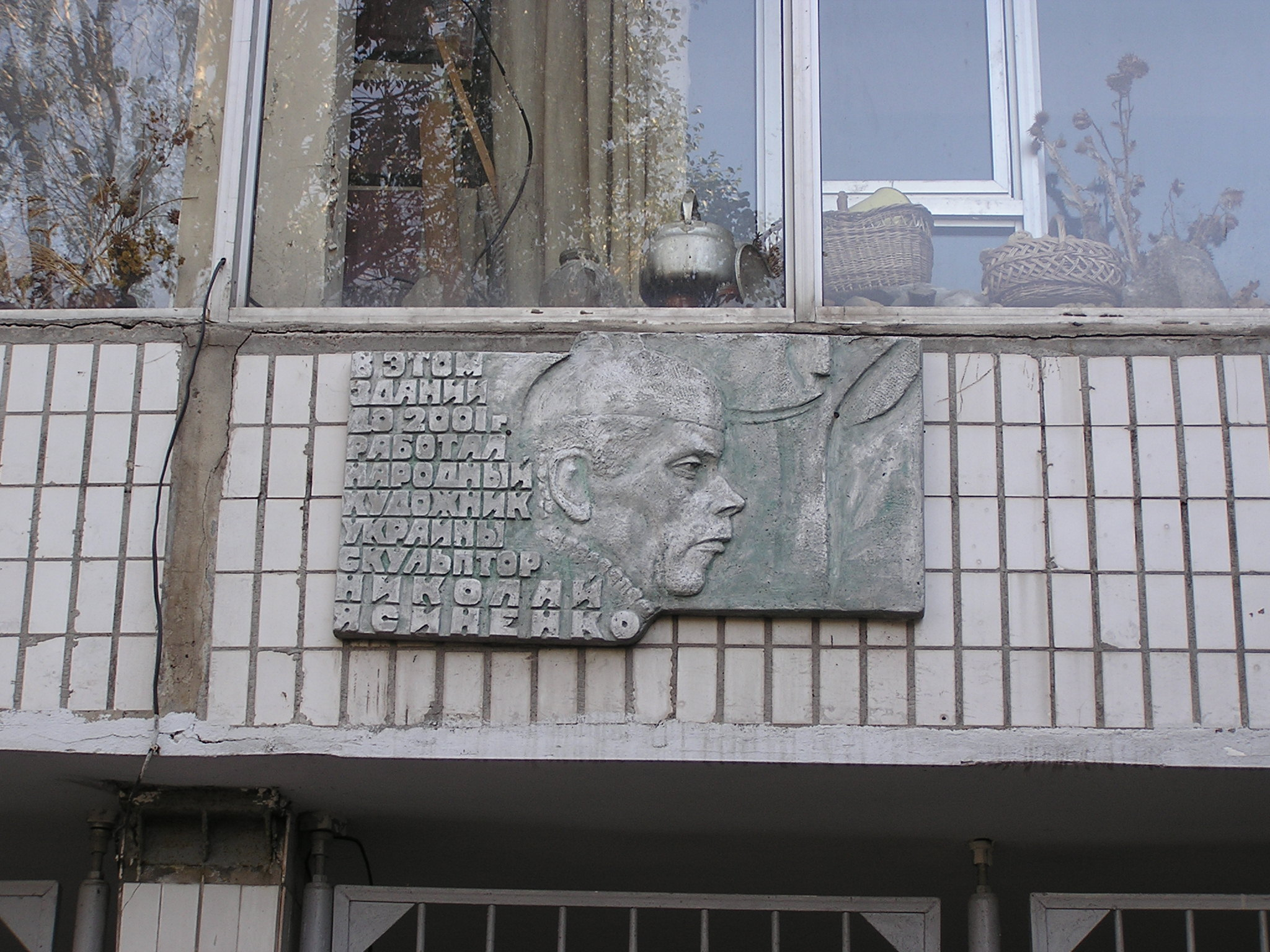
меморіальна дошка Миколі Васильовичу Ясиненку